# Rhodesia alboviridata
Rhodesia alboviridata là một loài bướm đêm trong họ Geometridae.